# Nagroda IIFA dla Najlepszego Aktora Drugoplanowego
Zwycięzcy Nagroda IIFA dla Najlepszego Aktora Drugoplanowego - nominowani przez znakomitości kina bollywoodzkiego w Indiach wybierani drogą internetową przez widzów. Nagrody są wręczane na uroczystości poza granicami Indii. Dwukrotnymi zwycięzcami byli Saif Ali Khan i Abhishek Bachchan.
| Rok  | Aktor             | Film                 |
| ---- | ----------------- | -------------------- |
| 2009 | Arjun Rampal      | Rock on!!            |
| 2008 | Irrfan Khan       | Life in a... Metro   |
| 2007 | Arshad Warsi      | Lage Raho Munna Bhai |
| 2006 | Abhishek Bachchan | Sarkar               |
| 2005 | Abhishek Bachchan | Yuva                 |
| 2004 | Saif Ali Khan     | Gdyby jutra nie było |
| 2003 | Mohanlal          | Company              |
| 2002 | Saif Ali Khan     | Dil Chahta Hai       |
| 2001 | Amitabh Bachchan  | Mohabbatein          |
| 2000 | Anil Kapoor       | Taal (film)          |